# كارين أرسكين
كارين أرسكين هي مصممة أزياء تقليدية سويدية، ولدت في 26 فبراير 1945 في ستوكهولم في السويد.

## وصلات خارجية
- كارين أرسكين على موقع IMDb (الإنجليزية)